# Axiomatique (nouvelle)
Pour les articles homonymes, voir Axiomatique.
Axiomatique (titre original : Axiomatic) est une nouvelle de l'écrivain de science-fiction Greg Egan, publiée en novembre 1990 dans la revue Interzone et reprise dans le recueil Axiomatique en 1995 (trad. fr. 2006).

## Résumé
Un homme est hanté par des désirs opposés depuis le meurtre de sa femme : doit-il se tenir à son idée du caractère sacré de la vie, ou ne doit-il pas s'en libérer pour assouvir un besoin de vengeance ? Pour sortir de cette impasse, il s'achète un implant axiomatique, dispositif qui permet de modeler les fonctions cérébrales et de modifier n'importe quel aspect de la psyché : idées, sensations, goûts, principes moraux. En reconfigurant ses convictions morales, il espère se défaire de ses scrupules.